# Привратник желудка

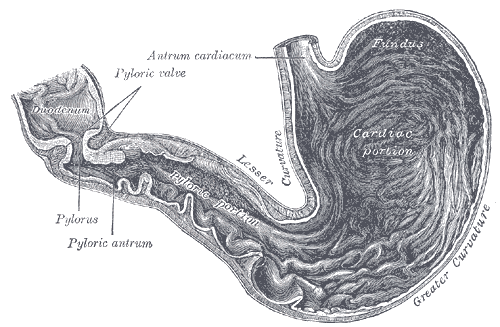
Рисунок желудка в разрезе во фронтальной плоскости

Привра́тник желу́дка (лат. pyloros, греч. πυλωρός — «привратник») — особый сфинктер, отделяющий пилорическую часть желудка от ампулы двенадцатиперстной кишки и выполняющий функцию регулятора поступления кислого желудочного содержимого в двенадцатиперстную кишку по мере её готовности к приёму следующих порций химуса (пищевой кашицы).

## Анатомия и гистология
В пилорической части различают три отдела: преддверие (vestibulum pylory), пещеру (antrum pyloricum), канал (canalis pyloricus). Преддверие располагается в начальном отделе пилорической части (привратника), затем переходит в пещеру, представляющую суженную часть; канал находится в области сфинктера. Пилорический сфинктер (m. sphincter pylori) имеет форму кольца толщиной 4-5 мм. Слизистая оболочка плотно охватывает пищевой комок за счет сокращения мышц слизистой оболочки.

## Изображения

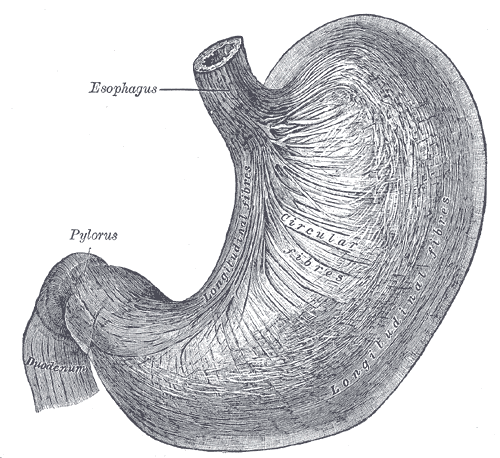
Продольные и циркулярные мышечные волокна желудка, вид сверху и спереди
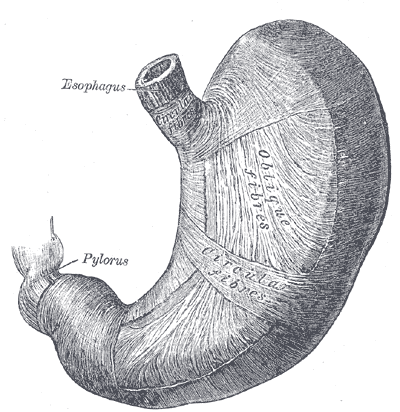
Косые мышечные волокна желудка, вид сверху и спереди
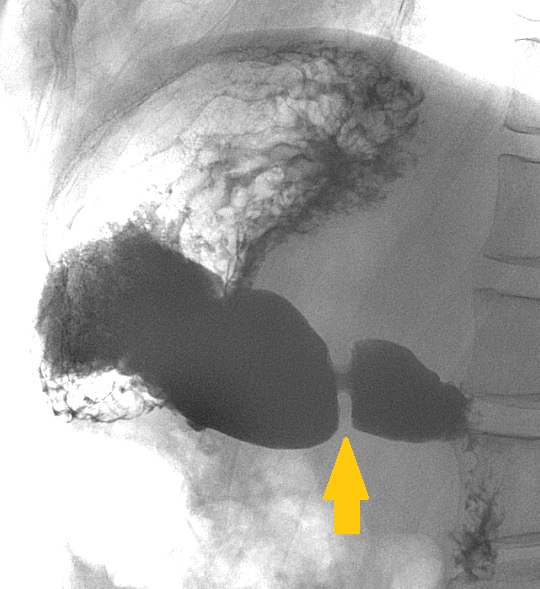
Контрастная рентгенограмма, стрелкой обозначен канал привратника